# ماتاروگه (کرایوو)
ماتاروگه (به صربی: Mataruge) یک منطقهٔ مسکونی در صربستان است که در کرالیفو واقع شده‌است.